# Ostinato (gruppo musicale)
Gli Ostinato sono un gruppo musicale indie rock virginiana. Il gruppo si è formato in Virginia, nel 1997.

## Storia del gruppo
Gli Ostinato sono un trio musicale creato appositamente con la passione di ricerca ed esplorazione di suoni melodici onirici.

## Formazione
- Jeremy Arn Ramirez
- David Hennessy
- Matthew Clark

## Discografia

### Album studio
| Titolo              | Anno di pubblicazione | Etichetta                            |
| Unuseable Signal    | 1998                  | Self-released                        |
| Left Too Far Behind | 2003                  | Exile On Mainstream/Southern Records |
| Chasing the Form    | 2006                  | Exile on Mainstream/Southern Records |